# Aaro Kiviperä
Aaro Kullervo Kiviperä (* 6. Februar 1912 in Seinäjoki als Aaro Dahlberg; † 11. Juli 1944 in Vuosalmi) war ein finnischer Moderner Fünfkämpfer und Basketballfunktionär.
Kiviperä nahm an den Olympischen Sommerspielen 1936 in Berlin teil, wo er den 20. Rang belegte. 1944 wurde er Vorsitzender des nationalen Basketballverbands Suomen Koripalloliitto. Er diente als Major während des Zweiten Weltkriegs. Am 11. Juli 1944 starb er in der Schlacht von Vuosalmi.